# Portico (Ricengo)
Portico è la frazione orientale del comune lombardo di Ricengo, nel Cremasco.

## Storia
La località è un piccolo borgo agricolo di antica origine, appartenente al territorio cremasco.
In età napoleonica, dal 1810 al 1816, Portico fu frazione di Offanengo, recuperando l'autonomia con la costituzione del Regno Lombardo-Veneto. Solo due anni dopo però i governanti austriaci decisero la definitiva soppressione del municipio, unendolo però a Bottaiano, che a sua volta decenni dopo confluirà in Ricengo.